# Повіт Кудзі
Пові́т Ку́дзі (яп. 久慈郡, くじぐん, МФА: [kud͡ʑi guɴ]) — повіт в префектурі Ібаракі, Японія.